# Taipale
Taipale (ryska Соловьёво, Solovjovo) är en ort i Leningrad oblast, Ryssland. Taipale är belägen vid Ladogas strand på Karelska näset och tillhörde fram till 1944 Finland. Taipale utgjorde den östra slutpunkten för Mannerheimlinjen.
Taipale var en gammal handelsplats och omnämns på 1600-talet som en stad. 